# فلز فیلد
فلز فیلد ، همچنین به عنوان آلیاژ فیلدز نیز شناخته می شود، یک آلیاژ ذوبی است که در ۶۲ درجه سلسیوس (۱۴۴ درجه فارنهایت) به مایع تبدیل می شود. این نام از مخترع آن، سیمون کوئلن فیلد گرفته شده است. این آلیاژ یوتکتیک از بیسموت ، ایندیم و قلع با کسر جرمی زیر است: 32.5٪ Bi، 51٪ In، 16.5٪ Sn. 
هنگام آماده شدن، فلز فیلد را می توان در آب داغ ذوب کرد. فلز فیلد گران است زیرا جزء اصلی آن ایندیم، گران است و قیمتی در حدود دو برابر نقره دارد.  از آنجایی که نه سرب دارد و نه کادمیوم ، سمیت آن بسیار کمتر از فلز چوب است . می توان از آن برای ریخته گری کوچک و نمونه سازی سریع استفاده کرد . 
این آلیاژ به عنوان یک خنک کننده فلز مایع احتمالی در طرح های پیشرفته سیستم های قدرت هسته ای مورد بررسی قرار گرفته است.  فلز فیلد همچنین مورد توجه محققان فناوری نانو است.  
اگرچه استفاده از آن نسبت به سایر فلزات معمولی ذوب شده مانند سرب یا آلومینیوم بسیار کمتر خطرناک است، با این حال تماس با فلز فیلد در حالت مایع می تواند باعث سوختگی درجه سه شود . ایندیوم همچنین با ریه ایندیوم (نوعی مسمومیت ریوی در اثر کار کردن با ایندیوم) در کارگرانی که اغلب در معرض فرآوری ایندیوم قرار دارند، مرتبط است.

## آلیاژهای مشابه
الگو:Low melting point alloys